# Пафте
Пафте (порекло термина је у персијском језику) су декоративне металне копче за женски појас, наглашених димензија и специфичне форме. Луксузнији примерци рађени су од сребра или бронзаних легура, позлаћивани, украшавани емајлом или техником филиграна, седефом, бојеним стаклом или комадима полудрагог камена. Две копче са централним пољем које маскира место на ком се спајају најчешће су карактеристичног листоликог облика, али често и округе, бадемасте или обликоване у форми шкољке. У формалном смислу, током векова пафте нису прошле кроз веће трансформације. Разноврсни су поменути начини украшавања, колористичке комбинације, аплицирани украси, као и избори мотива - од фигуралних представа (најчешће св. Димитрија, св. Ђорђа, Богородице са Христом), до разиграних вегетабилних и геометријских мотива. У свим варијантама, пафте су радо ношене на целој територији Балкана, а у Србији је до данас сачуван велики број пафти из 19. века. Налазе се у готово свим музејским колекцијама у нашој земљи што сведочи о њиховом специфичном доприносу у формирању и изгледу женског костима тог времена. 
Као незаобилазан, интегралан део женске градске ношње у Србији 19. века, пафте представљају упадљив, специфичан, традиционални накит, чији се пун смисао и лепота може правилно разумети само кроз ову природну симбиозу одеће и накита. Традиционални накит носи у себи оријенталне утицаје, али и форме и мотиве старог српског златарства. У зависности од скупоцености материјала од ког је израђиван, богатства украса и вештине израде, накит је, као и у свакој епохи, пре свега естетски додатак дамској силуети, али између осталог, и слика богатства појединца, одлика специфичног статуса, симбол који доприноси идентитету личности.

## Галерија
- Пафте из Народног музеја у Крушевцу
- Бадем пафта, крај 19. вијека, Бања Лука, Музеј Републике Српске